# Alenka Ermenc
Alenka Ermenc (Lubiana, 5 settembre 1963) è una generale slovena.
Il 16 novembre 2018 è stata nominata Capo di stato maggiore delle Forze Armate Slovene divenendo in tal modo la prima donna a ricoprire questo incarico in una nazione aderente alla NATO.

## Biografia

### Educazione e studi
Dopo essersi laureata in scienze sociali presso l'università di Lubiana, Alenka Ermenc è entrata a far parte delle Forze di difesa territoriale slovene (antesignane delle odierne Forze armate) nel 1991, quando la Slovenia proclamò la propria indipendenza dalla Jugoslavia.
Nel 2008 si è diplomata al Royal College of Defence Studies di Londra. Nel 2009, ha completato i suoi studi post laurea presso il King's College University di Londra e ha conseguito un Master in Studi internazionali.

### Vita privata
Sposata con tre figli, vive a Kamnik.

### Carriera militare
- 1991-1992: Ufficiale Divisione Operazioni, presso il quartier generale delle forze di difesa territoriali
- 1992-1993: Aiutante Divisione Operazioni e affari generali, presso il quartier generale delle forze di difesa territoriali
- 1993-1995: Ufficiale addetto alla conferenza pianificazione e analisi in materia di sicurezza e cooperazione in Europa, presso il quartier generale delle forze di difesa territoriali
- 1996-1998: Aiutante Divisione pianificazione e analisi, stato maggiore FAS (Forze Armate Slovene)
- 1998-2001: Aiutante indipendente per esercitazioni Comandi e Unità FAS
- 2001-2004: Comandante, Sezione Documenti, Pianificazione, Analisi e Informatica dell'OSCE, Centro di verifica FAS
- 2004-2005: Capo, Sezione Pianificazione, Analisi, Informatica e Logistica, Centro di verifica FAS
- 2005-2006: Comandante, Battaglione Intelligence e ricognizione
- 2006-2008: Comandante Divisione Personale
- 2009-2011: Comandante, Divisione Personale stato maggiore
- 2011-2012: Vicedirettore dello staff, Capo di stato maggiore
- 2012-2013: Direttore dello staff, Capo di stato maggiore
- 2013-2014: Aiutante del Capo di stato maggiore
- 2014-2017: Aiutante del Capo di stato maggiore, comandante della Divisione operazioni interforze
- 2017-2018: Aiutante del Capo di stato maggiore
- 2018 (febbraio): Vicecapo di stato maggiore
- 2018 (novembre): Capo di stato maggiore